# Claude de Brosse
Claude de Brosse (1669 of 1670 - 1750) was Frans aristocraat van Franse afkomst en een Saksisch-Pools diplomaat in dienst van August II van Polen. Hij was eveneens officier met de rang van een luitenant-generaal.
In de jaren 1709 - 1710 was hij Saksisch gezant in Den Haag. Tussen 1710 en 1712 in Kopenhagen en van 1712 tot 1750 wederom Pools-Saksisch gezant in Den Haag. In de 18e eeuw was het nog gebruikelijk om een ambassadeur of gezant van een andere nationaliteit te kiezen, vooral de godsdienst van gezant en staatshoofd en de loyaliteit van de gezant waren criteria. Claude de Brosse was een van de weinige niet Saksen of Polen in dienst van de Saksische en Saksisch-Poolse regering.
In 1737 was generaal de Brosse een van de ridders van de tweede serie benoemingen in de Pools-Saksische Militaire Orde van Sint-Hendrik